# Urriza
Urriza (Urritza en euskera y de forma oficial) es una localidad española y un concejo de la Comunidad Foral de Navarra perteneciente al municipio de Imoz. 
Está situado en la Merindad de Pamplona, en la comarca de Ultzamaldea, en el valle de Imoz y a 25,5 km de la capital de la comunidad, Pamplona. Su población en 2014 fue de 40 habitantes (INE), su superficie es de 2,92 km² y su densidad de población es de 13,7 hab/km².

## Geografía física

### Situación
La localidad de Urriza está situada en la parte central del municipio de Imoz . Su término concejil tiene una superficie de 2,92 km² y limita al norte con Arrúiz; al este con Udave; al sur con Latasa y al oeste con Astiz.
|              | Norte: Arrúiz |             |
| Oeste: Astiz |               | Este: Udave |
|              | Sur: Latasa   |             |

## Demografía

### Evolución de la población
| Gráfica de evolución demográfica de Urriza entre 2000 y 2010 |
|                                                              |
| Datos según el nomenclátor publicados por el INE.            |